# 仁心仁術
《仁心仁術》是一个由美国全国广播公司播放的醫療主題电视剧系列。该片基于小说家迈克尔·克莱顿的创作，故事通过伊利诺伊州芝加哥市库克县县综合医院這家虛構醫院的急诊室裡外所发生的种种故事，展现出美国社会八方面相。
1994年9月19日首播，2009年4月2日播出了第15季最後一集、也是整個系列的最後一集。15季間共播出331集，成為美國電視史上最長壽的黃金時段醫療電視劇。本劇获得23項艾美奖獎項，其中包括1996年傑出電視劇獎（Outstanding Drama Series），並總共獲124次艾美獎提名，為劇集類節目中獲提名最多者。
由于该剧的热播，香港、韩国、日本、台灣等亞洲地區，都相继拍摄了同类型的电视剧。

## 历史與製作
故事源於1974年，作家迈克尔·克莱顿根據他在一家繁忙的醫院急診室裡擔任住院醫生的個人經歷，寫了一個劇本 。可是這個劇本沒有獲得注意，克賴頓便轉向其他題材發展。1990年，他發表了小說《侏羅紀公園》，三年後與導演史蒂芬·斯皮尔伯格合作將小說改拍為電影。完成後二人便著手製作《仁心仁術》，並打算將他拍成一集兩小時的電視劇試播集，而非正規電影。
斯皮尔伯格的Amblin Entertainment公司任用約翰·韋爾斯為劇集的執行監製。用來拍攝該試播集的劇本與克莱顿於1974的原版大致相同，最大的更改是將陸蘇珊的角色改為女性、班彼特的角色改為非裔美國人，而試播集本身縮短了約20分鐘，以遷就網絡電視兩小時（包含廣告）的播映時間。
由于缺乏时间和資金，因此试拍集是在洛杉矶前琳达維斯塔社区医院的舊址裡實地拍摄，该医院於1990年已經停止运营。其後，製造組在华纳兄弟位於加州柏本克的製片廠裡搭建了參照洛杉磯縣綜合醫院急症室的佈景；另外由於故事發生於芝加哥，所以亦經常於芝加哥市內取景，當中包括著名的芝加哥地鐵車站月台。

## 主要演員與角色表
註：本篇內的角色香港譯名出自香港無綫電視（TVB）的版本。
| 演員                               | 角色                                       | TVB粵語配音                        | 季度 | 季度 | 季度 | 季度 | 季度 | 季度      | 季度 | 季度 | 季度 | 季度 | 季度      | 季度      | 季度 | 季度      | 季度      | 演出 集數 |
| 演員                               | 角色                                       | TVB粵語配音                        | 1    | 2    | 3    | 4    | 5    | 6         | 7    | 8    | 9    | 10   | 11        | 12        | 13   | 14        | 15        | 演出 集數 |
| ---------------------------------- | ------------------------------------------ | ---------------------------------- | ---- | ---- | ---- | ---- | ---- | --------- | ---- | ---- | ---- | ---- | --------- | --------- | ---- | --------- | --------- | --------- |
| 安東尼·愛德華                      | 馬克·格林                                  | 陳欣                               | 主演 | 主演 | 主演 | 主演 | 主演 | 主演      | 主演 | 主演 |      |      |           |           |      |           | 特別 客串 | 172       |
| 佐治·古尼                          | 羅道格 Doug Ross                           | 林保全                             | 主演 | 主演 | 主演 | 主演 | 主演 | 特別 客串 |      |      |      |      |           |           |      |           | 特別 客串 | 107       |
| 雪莉·史特靈費特 Sherry Stringfield | 陸蘇珊 Susan Lewis                         | 陸惠玲(1-3季) 曾秀清(8-12、15季)   | 主演 | 主演 | 主演 |      |      |           |      | 主演 | 主演 | 主演 | 主演      | 主演      |      |           | 特別 客串 | 128       |
| 諾亞·懷利                          | 卡約翰 John Carter (ER)                    | 蘇強文(1季) 馮錦堂(2-12、15季)     | 主演 | 主演 | 主演 | 主演 | 主演 | 主演      | 主演 | 主演 | 主演 | 主演 | 主演      | 特別 客串 |      |           | 常規      | 241       |
| 艾力·拉沙爾 Eriq La Salle          | 班彼得 Peter Benton                        | 招世亮(1-8季) 李錦綸(15季)         | 主演 | 主演 | 主演 | 主演 | 主演 | 主演      | 主演 | 主演 |      |      |           |           |      |           | 特別 客串 | 165       |
| 茱莉安娜·瑪格里斯                  | 夏卡洛 Carol Hathaway                      | 謝潔貞 梁少霞                      | 主演 | 主演 | 主演 | 主演 | 主演 | 主演      |      |      |      |      |           |           |      |           | 特別 客串 | 132       |
| 歌莉亞·魯賓 Gloria Reuben          | 布詹妮 Jeanie Boulet                       | 蔡惠萍                             | 客串 | 主演 | 主演 | 主演 | 主演 | 主演      |      |      |      |      |           |           |      | 特別 客串 |           | 89        |
| 溫明娜                             | 陳景梅／秦黛碧／秦珍美 Jing-Mei "Deb" Chen | 雷碧娜                             | 客串 |      |      |      |      | 主演      | 主演 | 主演 | 主演 | 主演 | 主演      |           |      |           |           | 92        |
| 羅拉·伊妮斯 Laura Innes            | 韋嘉莉 Kerry Weaver                        | 盧素娟(2-11季) 黃玉娟(12-13、15季) |      | 客串 | 主演 | 主演 | 主演 | 主演      | 主演 | 主演 | 主演 | 主演 | 主演      | 主演      | 主演 |           | 特別 客串 | 213       |
| 瑪利亞·貝洛                        | 戴安娜 Anna Del Amico                      | 鄭麗麗                             |      |      | 客串 | 主演 |      |           |      |      |      |      |           |           |      |           |           | 24        |
| 阿莉克絲·金斯頓                    | 康依麗 Elizabeth Corday                    | 陸惠玲                             |      |      |      | 主演 | 主演 | 主演      | 主演 | 主演 | 主演 | 主演 | 主演      |           |      |           | 特別 客串 | 144       |
| 保羅·麥肯 Paul McCrane             | 盧樂彬 Robert Romano                       | 陳永信                             |      |      |      | 常規 | 常規 | 主演      | 主演 | 主演 | 主演 | 主演 |           |           |      |           | 特別 客串 | 107       |
| 凱莉·馬田 Kellie Martin            | 凌露思 Lucy Knight                         | 林元春                             |      |      |      |      | 主演 | 主演      |      |      |      |      |           |           |      |           |           | 34        |
| 高蘭·維斯耶克 Goran Višnjić        | 鄺路加 Luka Kovač                          | 蘇強文                             |      |      |      |      |      | 主演      | 主演 | 主演 | 主演 | 主演 | 主演      | 主演      | 主演 | 特別 客串 | 特別 客串 | 175       |
| 米高·米雪 Michael Michele          | 費嘉露 Cleo Finch                          | 黃鳳英                             |      |      |      |      |      | 主演      | 主演 | 主演 |      |      |           |           |      |           |           | 52        |
| 埃瑞克·帕拉迪諾                    | 文迪夫 Dave Malucci                        | 陳卓智                             |      |      |      |      |      | 主演      | 主演 | 主演 |      |      |           |           |      |           |           | 46        |
| 莫拉·蒂妮 Maura Tierney            | 洛雅碧 Abby Lockhart                       | 鄭麗麗                             |      |      |      |      |      | 主演      | 主演 | 主演 | 主演 | 主演 | 主演      | 主演      | 主演 | 主演      | 特別 客串 | 183       |
| 沙里夫·阿特金斯 Sharif Atkins      | 賈米高 Michael Gallant                     | 李錦綸 郭志權                      |      |      |      |      |      |           |      | 主演 | 主演 | 主演 | 特別 客串 | 特別 客串 |      |           |           | 54        |
| 麥凱·費法 Mekhi Phifer             | 彭格蘭 Greg Pratt                          | 林保全                             |      |      |      |      |      |           |      | 客串 | 主演 | 主演 | 主演      | 主演      | 主演 | 主演      | 特別 客串 | 127       |
| 帕敏德·納格拉 Parminder Nagra      | 榮蓮娜 Neela Rasgotra                      | 陳凱婷                             |      |      |      |      |      |           |      |      |      | 主演 | 主演      | 主演      | 主演 | 主演      | 主演      | 128       |
| 琳达·卡德里尼                      | 鄧心美 Sam Taggart                         | 劉惠雲(10季) 曾佩儀(11-15季)       |      |      |      |      |      |           |      |      |      | 主演 | 主演      | 主演      | 主演 | 主演      | 主演      | 126       |
| 史考特·格瑞恩斯                    | 莫雅志 Archie Morris                       | 潘文柏                             |      |      |      |      |      |           |      |      |      | 客串 | 客串      | 主演      | 主演 | 主演      | 主演      | 103       |
| 夏恩·威斯特                        | 白雷 Ray Barnett                           | 鄧肇基(11季) 陳卓智(12-13季)       |      |      |      |      |      |           |      |      |      |      | 主演      | 主演      | 主演 | 主演      | 特別 客串 | 66        |
| 約翰·史坦摩斯                      | 紀東尼 Tony Gates                          | 黃啟昌                             |      |      |      |      |      |           |      |      |      |      |           | 客串      | 主演 | 主演      | 主演      | 65        |
| 大衛·里昂                          | 寶世民 Simon Brenner                       | 陳廷軒                             |      |      |      |      |      |           |      |      |      |      |           |           |      | 客串      | 主演      | 24        |
| 安琪拉·貝瑟                        | 凱瑟琳·班菲爾德 Catherine Banfield         | 許盈                               |      |      |      |      |      |           |      |      |      |      |           |           |      |           | 主演      | 16        |

^1  此統計包含演員以主角、客串或無名身份演出的集數。以下附註列舉了演員脫離固定班底後再次以主角身份演出的情況。

^2 安東尼·愛德華於第179集（第8季第22集，當季最後一集）以主角身份演出，但他其實並沒有在該集中出現，而飾演的葛馬克亦已於前一集因腦癌逝世。另外，他也在第316集（第15季第7集）以主角身份演出，這集是葛馬克的回顧集，他以多次回憶片段的方式出現其中。

^3 佐治·古尼於第328集（第15季第19集）以主角身份演出，他飾演的羅道格當時是一位末期器官捐贈者的主診醫生。

^4  雪莉·史特靈費特於第331集（第15季第22集，全系列最後一集）以主角身份演出，她飾演的陸蘇珊出席了約書亞·卡特中心（卡約翰資助成立的醫療中心）的開幕儀式。

^5 諾亞·懷利於第325集（第15季第16集）起以主角身份演出五集，他此前亦於第12季的時候以客串身份演出過四集。

^6  艾力·拉沙爾於第172集（第8季第15集）以主角身份演出，他飾演的班彼特短暫地與阿莉克丝·金斯顿所飾演的康依麗一同出現；第178集（第8季第21集），班彼特出席了葛馬克的葬禮；第328集（第15季第19集），班彼特協助卡約翰的腎臟移植手術；第331集，班彼特出席了約書亞·卡特中心的開幕儀式。

^7 茱莉安娜·瑪格里斯於第328集（第15季第19集）以主角身份演出，她飾演的夏卡洛協調一位器官捐贈者的器官移植。

^8  羅拉·伊妮斯和阿莉克丝·金斯顿均於第331集（第15季第22集，全系列最後一集）以主角身份演出，她們的角色出席了約書亞·卡特中心的開幕儀式。

^9  高蘭·維斯耶克於第295集（第14季第5集）起以主角身份演出八集。

^10  米高·米雪於第178集（第8季第21集）以主角身份演出，她的角色費嘉露出席了葛馬克的葬禮。

### 角色簡介

#### 卡約翰
全名約翰·杜魯門·卡特三世（John Truman Carter III），其他角色多稱呼他為「卡特」，以醫科三年級生的身份首次出現在試播集《24小時》，首天出診便被血肉模糊的傷口嚇到當場嘔吐，還要總住院醫生葛馬克安慰。約翰本為名門之後，但與家人關係疏離，只有跟祖母較親密，而祖母正是谷克醫院的贊助者。後來也由於祖母更改遺囑，指定約翰（而非約翰的父親）為家族基金會的主席，約翰把基金會由本來支持芝加哥的藝術項目改為贊助公共醫療項目。
卡約翰加入谷克醫院時還是醫科生（1994–96），師從班彼特。他對待病患認真誠懇，本來打算專攻手術，後來卻不顧班彼特的反對而改從急症醫學，並為此甘願無償工作，這對資源緊拙、無法負擔額外人手的谷克醫院來說當然來者不拒。他由實習醫生（1996–98）、住院醫生（1998–2001）、總住院醫生（2001–02）一直晉升為離開醫院前的主診醫生（2002–05），於最後一季（2009）回歸時仍然出任同一職位。

#### 羅道格
全名道格拉斯·羅斯（Douglas "Doug" Ross），成長於單親家庭，父親在離家前一直對他和母親進行家暴，僅由母親一手養育。他曾提及自己有一名兒子，但沒見過面，連名字也不清楚。雖然他的私生活亂糟糟（試播集的第一幕，正是他值班前喝醉酒而提早回到醫院接受葛馬克的治療），在急症室裡卻是一位熱血可靠的急症兒科醫生。他一心為病患著想，有時甚至為此不惜犯禁，而讓自己或者上司陷入麻煩。第二季他因不服醫院委員會而差點被解僱，但因為他英勇拯救一位在暴雨中被困下水道的男孩，過程經當地電視台直播而讓他一時間成為傳媒英雄，才能保住醫席。
羅道格是典型的花花公子，跟很多女人有過關係，直至一次跟一位患有癲癇的女性一夜情後，她癲癇發作並在急症室搶救無效死亡，雖然與他無關但他仍然深感震驚，並因此有一段時間不再跟人交往，直至與夏卡洛復合。他曾晉升至急症兒科主診醫生，第五季時，他因不忍看見一位母親的兒子受末期病症煎熬，告訴那位母親如何規避病患自控式止痛（簡稱PCA）系統的氫嗎啡酮（hydromorphone）注射限制，讓她可以為兒子注射致死劑量的止痛藥。道格被免職並面對刑事檢控，幸得一位遺傳部主管朋友為他挺身而出，才能再次倖免，可是這次道格決定辭職並離開醫院。道格這個角色至此正式退出，僅在第六季最後一集和最後一季第19集再次出現，前者講述懷有羅道格孩子的夏卡洛離開醫院到西雅圖跟道格團聚；後者講述羅道格跟夏卡洛在西雅圖為病人進行器官移植手術，而其中捐出的腎臟的受益者正正就是他們的前同事—卡約翰（儘管他們二人並不知情）。

#### 陸蘇珊
於第一季已亮相。一個才幹卓越之女醫生，由於個性耿直且剛烈，經常與上司起衝突，尤其在手術問題上。
一次高級醫生Jack Kayson博士向蘇珊其中一位病人出診時，由於對該病人之病情程度判斷出錯，與蘇珊起爭執，最終導致患者死亡。在醫務聆訊會中，Jack Kayson試圖將責任歸咎於蘇珊。但是聆訊會最後判蘇珊勝訴，並譴責Jack Kayson。不久Jack Kayson心臟病發。經過建議，Jack Kayson只好選擇蘇珊的無創治療方式。手術後，Jack Kayson向蘇珊表示情意，但蘇珊尷尬地拒絕了。
個人生活上蘇珊相對一團糟。在第1季中，她本人曾與精神科醫生Div Cvetic短暫往來，豈料Div Cvetic私下透過約會服務與另一女子結婚。
家庭上蘇珊不但與父母關係平平，最大困擾是她姐姐Chloe。Chloe長期酗酒、吸毒，男友亦多不勝數。最終Chloe有了一個女嬰。她以蘇珊的名字命名為Susan（小蘇西）。到第2季，Chloe再因酗酒、吸毒問題，甚至放棄了撫養小蘇西。

## 收視率
| 季度 | 首播           | 結束          | 年度      | 排名 | 觀眾 (百萬) |
| ---- | -------------- | ------------- | --------- | ---- | ----------- |
| 1    | 1994年9月19日  | 1995年5月18日 | 1994-1995 | #2   | 19.08       |
| 2    | 1995年9月21日  | 1996年5月16日 | 1995-1996 | #1   | 21.09       |
| 3    | 1996年9月26日  | 1997年5月15日 | 1996-1997 | #1   | 20.56       |
| 4    | 1997年9月25日  | 1998年5月14日 | 1997-1998 | #2   | 19.99       |
| 5    | 1998年9月24日  | 1999年5月20日 | 1998-1999 | #1   | 17.94       |
| 6    | 1999年9月30日  | 2000年5月18日 | 1999-2000 | #4   | 25.0        |
| 7    | 2000年10月12日 | 2001年5月17日 | 2000-2001 | #2   | 22.4        |
| 8    | 2001年9月27日  | 2002年5月16日 | 2001-2002 | #3   | 22.1        |
| 9    | 2002年9月26日  | 2003年5月15日 | 2002-2003 | #4   | 20.0        |
| 10   | 2003年9月25日  | 2004年5月13日 | 2003-2004 | #8   | 19.5        |
| 11   | 2004年9月23日  | 2005年5月19日 | 2004-2005 | #16  | 15.5        |
| 12   | 2005年9月22日  | 2006年5月18日 | 2005-2006 | #30  | 12.3        |
| 13   | 2006年9月21日  | 2007年5月17日 | 2006-2007 | #31  | 11.5        |
| 14   | 2007年9月27日  | 2008年5月15日 | 2007-2008 | #55  | 9.16        |
| 15   | 2008年9月25日  | 2009年4月2日  | 2008-2009 | #36  | 10.3        |

## 外部連結
- 華納兄弟官方網站 （页面存档备份，存于）
- NBC官方網站 （页面存档备份，存于）
- 互联网电影数据库（IMDb）上《ER》的资料（英文）